# Virtuosos de Moscú

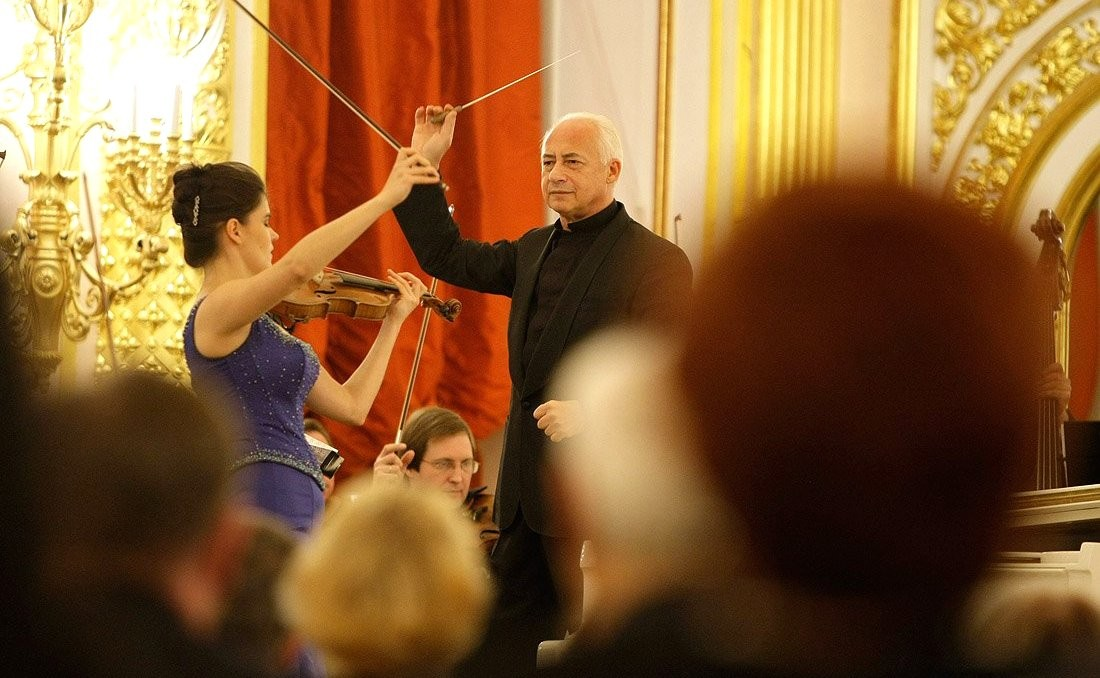
Vladímir Spivakov con su orquesta

La Orquesta de Cámara estatal "Virtuosos de Moscú" es una orquesta fundada en 1979 por Vladímir Spivakov que ha sido su solista y director creativo desde siempre.

## Fundación
En 1979, Vladímir Spivakov con un grupo de amigos, algunos de ellos ganadores de concursos internacionales de música, así como solistas de las mejores orquestas de Moscú, fundó la Orquesta de Cámara "Virtuosos de Moscú". Spivakov era ya entonces un reconocido solista de violín y un concertista con fama internacional.
La creación de grupos musicales en aquella época en que toda la actividad artística dependía de organismos gubernamentales no era fácil. Spivakov y sus compañeros convencieron a las autoridades soviéticas que era posible crear una orquesta privada con un nivel profesional y un potencial mayor que el de la mayoría de las orquestas estatales.
En 1982, la orquesta recibió el nombre de "Orquesta de Cámara Estatal del Ministerio de Cultura de la URSS "Virtuosos de Moscú" y recibió un apoyo financiero gubernamental para sus actividades.
Los años siguientes fueron de consolidación con un intenso trabajo por parte de todos los músicos y de creación de un repertorio de largo recorrido en el que se incluyen obras desde J. S. Bach a Schnittke.
Desde su creación, cada año, Los Virtuosos de Moscú ofrecen más de 100 conciertos, en su mayoría en giras por todas las regiones de Rusia, el territorio ex Unión Soviética los países europeos, Estados Unidos, Canadá, Turquía, Israel, China, Japón, España, en las más prestigiosas salas de conciertos como el Concertgebouw de Ámsterdam, Musikverein en Viena, Royal Festival Hall y Albert Hall de Londres, Sala Pleyel y Teatro de los Campos Elíseos de París, Carnegie Hall y Avery Fisher Hall de Nueva York, Suntory Hall de Tokio y también en los escenarios de ciudades pequeñas.
Los Virtuosos de Moscú son una orquesta de cámara diferente, tanto por el carisma de su fundador y principal director, como por el espíritu que anima a cada uno de los músicos, espíritu que tiene como leit motiv la preocupación por los pequeños detalles, los matices exquisitos en la interpretación, el amor por la fidelidad a la partitura, la compenetración y respeto hacia el público.

## En Asturias
En 1990, tras la invitación de Felipe, Príncipe de Asturias, la orquesta se trasladó a España, pero mantuvo sus actuaciones tanto en Rusia como en todo el mundo. En 1990, estaba en pleno colapso y desintegración la Unión Soviética y Vladímir Spivakov, buscando la supervivencia del grupo, llegó a un acuerdo con el gobierno regional del Principado de Asturias, y Los Virtuosos de Moscú se trasladan a Oviedo con sus familias.
La idea que movió a Spivakov fue la oferta de las autoridades asturianas de crear en Asturias una escuela musical de élite en la que Los Virtuosos serían una parte fundamental de la plantilla de profesores. El proyecto, sin embargo, no fructificó. De 1990 hasta 1999, una parte de Los Virtuosos de Moscú se fueron incorporando a la vida académica y concertística de la Ciudad de Oviedo y Gijón.
En 1999, se presenta la Orquesta Sinfónica Ciudad de Oviedo – hoy conocida con el nombre de Oviedo Filarmonía – y en esta formación de iniciativa municipal se integran una buena parte de los componentes de Los Virtuosos. En 1999, el resto de la orquesta volvió a Rusia. El maestro Spivakov recuerda así el período vivido en España:
"En ese país viven muchos extranjeros. Y hay que decir que todos ellos se sienten muy bien. Toda persona se las ingenia para sentir que los rasgos que son propios de su nacionalidad natal están presentes también en el pueblo español. En sus día desembarcó en España, en Asturias, un contingente de 150 personas junto conmigo. Los músicos eran los “Virtuosos de Moscú”, profesores de Conservatorio. Y hoy día es Asturias una provincia de suma importancia en el plano cultural. Pienso que cuando próximamente se hable del apogeo de la escuela española de violín, de paso se podrá señalar que aquello ocurrió en parte gracias a profesores rusos. Por el Concurso Sarasate puedo afirmar que el nivel de los músicos españoles se ha elevado mucho. Y ello ocurrió en buena medida gracias a que en España trabajan actualmente muchos músicos rusos."

## La refundación rusa de los Virtuosos de Moscú
Dando por finalizada su opción asturiana, Spivakov decide recomponer el grupo nuevamente en Moscú, con la misma filosofía de su creación. También decide dar el paso de iniciarse en la dirección musical, más allá de su trabajo con Los Virtuosos. En ese momento se produce el comienzo de su carrera en la dirección.
Desde el año 2003, Los Virtuosos de Moscú tienen su residencia permanentemente y ensayan en Casa Internacional de la Música de Moscú, de la que Vladímir Spivakov es uno de los cofundadores. En 2004, la formación celebró con una serie grandes conciertos su 25 aniversario en la recién estrenada Casa Internacional de la Música de Moscú, un edificio pensado para Spivakov y sus proyectos musicales y que dirige desde su creación. El edificio es un gran anfiteatro con fachada de cristal transparente, un espectacular y moderno complejo arquitectónico que alberga en su interior tres salas de conciertos dispuestas en diferentes alturas, cada una con su propia entrada. En la sala principal, para 1.734 espectadores, recubierta de una madera, se ha instalado el mayor órgano de Rusia, construido por Glatter-Götz y Klais Orgelbau.
En 2009, Vladímir Spivakov celebró su cumpleaños número 65, así como el 30 aniversario desde la creación de Los Virtuosos de Moscú con un concierto especial el 3 de junio de 2009 en el Barbican de Londres.
Desde 1989, "Virtuosos de Moscú" han participado anualmente en el Festival Internacional de Música de Colmar, Francia, donde el Maestro Spivakov es el director Artístico.